# 周湾镇
周湾镇，是中华人民共和国陕西省延安市吴起县下辖的一个乡镇级行政单位。

## 行政区划
周湾镇下辖以下地区：
周湾村、阳洼村、王树湾村、小口则村、罗涧村、杨家湾村、慕兴庄村、訾大滩村、同河村、罗沟泉村、梁伙场村、杨元沟村、卧狼沟村、座米沟村和徐台子村。